# Kematen an der Krems
Kematen an der Krems är en ort och kommun  i Österrike. Den ligger i distriktet Linz-Land i förbundslandet Oberösterreich, 160 kilometer väster om huvudstaden Wien. 
Kommunen består av åtta orter (Ortschaften) (inom parentes invånarantal 1 januari 2024):

- Achleiten (257)
- Burg (331)
- Gerersdorf (213)
- Halbarting (206)
- Kematen an der Krems (1 807)
- Kiesenberg (43)
- Rath (70)
- Schachen (166)